# آرواره‌ها: انتقام
آرواره‌ها: انتقام (انگلیسی: Jaws: The Revenge) فیلمی آمریکایی در سبک ترسناک و ماجراجویی به کارگردانی جوزف سارجنت است که در سال ۱۹۸۷ منتشر شد. این فیلم ادامه‌ای بر فیلم آرواره‌ها ۲ و با در نظر نگرفتن فیلم آرواره‌ها ۳ است.

## بازیگران
- لورین گری
- لنس گست
- ماریو فن پیبلز
- مایکل کین
- کارن یونگ
- جودیت بارسی
- کوسه بزرگ سفید
- روی شایدر